# Albert Gasser
Albert Gasser (* 10. Januar 1938 in Lungern) ist ein schweizerischer katholischer Theologe und Kirchenhistoriker.

## Leben
Albert Gasser wuchs als Sohn des Holzbauunternehmers und Politikers Hans Gasser in Lungern auf und legte 1958 am Kollegium Sarnen seine Matura ab. Er studierte Philosophie, katholische Theologie, Allgemeine Geschichte und Kirchengeschichte in Freiburg (Schweiz), Chur, Zürich und Luzern. Zwischen 1963 und 1971 unterrichtete er am Kollegium in Schwyz. 1966 erhielt er die Priesterweihe. 1976 wurde er zum Dr. theol. promoviert. Ab 1969 war er als Dozent an der Theologischen Hochschule Chur (THC) tätig. 1971 erfolgte die Ernennung zum Professor und Ordinarius für Kirchengeschichte an der THC. Von 1978 bis 1982 war er Rektor der THC. Im Zusammenhang mit den Auseinandersetzungen um den umstrittenen Churer Bischof Wolfgang Haas beendete er seine Lehrtätigkeit an der THC.
Zwischen 1984 und 2008 unterrichtete er auch Kirchengeschichte an den Theologischen Kursen für Katholische Laien (TKL, ab 2004 theologiekurse.ch) und amtierte als deren Rektor von 2001 bis 2008.
Ab 2000 hielt Gasser an der Hochschule als Honorarprofessor mit Lehrberechtigung, aber ohne Lehrverpflichtung, wieder Vorlesungen. Von 1992 bis 2003 wirkte er als Gemeindepfarrer an der Heiligkreuzkirche in Chur.
Seit 2012 wohnt er in Sarnen und führt von da aus seine publizistische Tätigkeit weiter.

## Auszeichnung
- 2008: Anerkennungspreis der Bündner Regierung
- 2009 wurde ihm von der Vereinigung des Katholischen Buchhandels der Schweiz der «Preis des religiösen Buches» 2008/09 verliehen.

## Publikationen (Auswahl)

### Abschlussarbeiten
- Gott-ist-tot-Theologie erst heute? Eine moderne theologische Frage exemplarisch bearbeitet an verschiedenen theologiegeschichtlichen Orten. Dissertation an der Theologischen Fakultät der Universität Luzern. Chur 1976.
- Der Untergang des Fürstbistums Chur. Lizentiatsarbeit zum Lic.phil., 1969 an der Philosophischen Fakultät der Universität Freiburg.

### Bücher
- Mit Philosophen und Theologen denken und glauben. Annäherungen an die Gottesfrage. Theologischer Verlag, Zürich 2017, ISBN 978-3-290-20140-1.
- Mit Niklaus Kuster: Vom Urchristentum in die Gegenwart. Kirchengeschichte. (Studiengang Theologie), Theologischer Verlag, Zürich 2016, ISBN 978-3-290-20104-3.
- Europas Urkatastrophe von 1914 und ihre Folgen. Beobachtungen und Betrachtungen zum 20. Jahrhundert. Tardis, Chur 2014, ISBN 978-3-9524106-2-2.
- Kleine Kirchengeschichten. Essays. Theologischer Verlag, Zürich 2008, ISBN 978-3-290-20045-9.
- Geschichte der Kirche im Bistum Chur. Vom rätischen Fürstbistum zur schweizerischen Diözese. Editions du Signe, Strasbourg 2003.
- Mit Michael Durst: 200 Jahre Priesterseminar St. Luzi und Studium theologicum. Theologische Hochschule Chur 1807–2007. Festschrift  zum 200jährigen Jubiläum. Kunstverlag Fink, Lindenberg 2007, ISBN 978-3-89870-413-7.
- Das Kirchenvolk redet mit. Die Synode 72 in der Diözese Chur. Theologischer Verlag, Zürich 2005, ISBN 978-3-290-20023-7.
- Regel und Realität. Die Geschichte des Zölibats in der katholischen Kirche. Bündnerinnen und Bündner für eine glaubwürdige Kirche, Chur 2008.
- Auf Empfang. Erinnerungen an Geschichte und Geschichten des 20. Jahrhunderts. NZN-Buchverlag, Zürich 2002, ISBN 978-3-85827-140-2.
- Spaziergang durch die Kirchengeschichte. 3. Auflage. NZN-Buchverlag, Zürich 2001, ISBN 978-3-85827-133-4.
- Bündner Kulturkampf. Vor 40 Jahren – Parteien- und Pressekrieg auf konfessionellem Hintergrund. Terra Grischuna Buchverlag, Chur 1987, ISBN 978-3-908133-28-5.
- Graue und grüne Bündnergeschichten. Separatum aus Bündner Jahrbuch, 2003, 2004, 2005.

### Herausgeberschaften und Übersetzungen
- Tod als Grenze zu neuem Leben. Fragen nach den «Letzten Dingen». NZN Buchverlag, Zürich 1993, ISBN 978-3-85827-097-9.
- Die Lucius-Vita. Das älteste grössere Zeugnis christlichen Glaubens in Rätien, übersetzt und kommentiert. Desertina Verlag, Disentis 1984.

### Aufsätze und Beiträge
- Kirche, Staat und Gesellschaft. In: Handbuch der Bündner Geschichte. Band 3, 19. und 20. Jahrhundert, Chur 2000, S. 229–247.
- Das 1. Vatikanische Konzil – Kontinuität und Wandel in katholischer Darstellung. In: Kirchengeschichtsschreibung als theologische Aufgabe. Theologische Berichte 11. Einsiedeln 1982, S. 31–70.
- Jenseitsfrömmigkeit und Sozialengagement im 19. Jahrhundert. In: Katholische Soziallehre in neuen Zusammenhängen. Theologische Berichte 14. Einsiedeln 1985, S. 89–103.
- Die Kontroverse zwischen Anton Gisler und Joseph Wittig im Jahr 1922. In: Urs Altermatt (Hrsg.): Schweizer Katholizismus zwischen den Weltkriegen 1920 –1940. Universitätsverlag Freiburg/Schweiz 1994, S. 45–55.
- Die Selbstwahrnehmung des deutschschweizerischen Katholizismus. In: Victor Conzemius (Hrsg.): Schweizer Katholizismus 1933–1945. Verlag Neue Zürcher Zeitung, Zürich 2001, S. 43–75.
- Der Paukenschlag des Papstes: Die Ankündigung des Konzils 1959. Das Echo: Schock bis Euphorie – Atmosphärisches und Inhaltliches um Vorbereitung und Beginn des II. Vatikanums. In: Manfred Belok/Ulrich Kropač (Hrsg.): Volk Gottes im Aufbruch. 40 Jahre II.Vatikanisches Konzil. Theologischer Verlag, Zürich 2005, S. 74–100.
- Tradition und Innovation: Kirchengeschichte – Geschichte vom Überleben der Kirche. In: Pius Bischofberger/Manfred Belok: Kirche als pastorales Unternehmen. Anstösse für die kirchliche Praxis. Theologischer Verlag, Zürich 2008, S. 91–102.
- 200 Jahre theologische Ausbildungsstätte für das Bistum Chur. In: Bündner Jahrbuch 44 (2002), S. 137–148.
- Staatsbildung und Nationalbewusstsein in der Geschichte der Schweiz. In: Eduard Christen/Walter Kirchschläger (Hrsg.): Staatsfähigkeit (Ranftseminar 1991). Luzern 1991, S. 31–39.
- Bruder Klaus – Politiker und Prophet. In: Eduard Christen/Walter Kirchschläger (Hrsg.): Staat und Christ (Ranftseminar 1994). Luzern 1994, S. 27–37.
- «Auch so ein Alt-Achtundsechziger!» – Erlebnisbericht eines Zeitzeugen. In: Schweizerische Zeitschrift für Religions- und Kulturgeschichte (104) 2010, S. 9–33.
- Niklaus von Flüe und der mürrische Bauer von Liestal. In: Mystiker/Mittler/Mensch. 600 Jahre Niklaus von Flüe. TVZ, Zürich 2016, ISBN 978-3-290-20138-8, S. 190–196.
- Biografisches. 1968 – Jahr der Ereignisse und Emotionen. In: 50 Jahre Theologische Hochschule Chur. Chur 2018, S. 70–86
- Bemerkungen zu «Konservativ» und «Katholisch» in Geschichte und Gegenwart. In: Mike Bacher/Marie-Claude Schöpfer (Hrsg.): Reipublicae Vallesiae Respublica Subsilvania Superior salutem et gratulationem. Festschrift für Prof. Dr. Louis Carlen zum 90. Geburtstag, Rotten, Brig 2019, ISBN 978-3-907223-00-0, S. 191–202
- Mystik und Politik. Bruder Klaus in der Erinnerungskultur – 75 Jahre nach seiner Heiligsprechung. In: Schweizerische Zeitschrift für Religions- und Kulturgeschichte. Band 116, 2022, S. 269–282.
- Zuhörender Heiliger mit Bodenhaftung. In: Stephan Leimgruber (Hrsg.): Niklaus von Flüe und Dorothee Wyss. Inspirationen eines Ehepaars. Rex-Verlag, Luzern 2024, ISBN 978-3-7252-1112-8, S. 77–83.